# Hårdingen
Hårdingen (originaltitel: The Enforcer) är en amerikansk action från 1976 som handlar om den tuffe San Francisco-snuten "Dirty" Harry Callahan, spelad av Clint Eastwood. Filmen hade svensk biopremiär den 11 juli 1977.

## Handling
"Hårdingen" utspelar sig tre år efter händelserna i Magnum Force och handlar om en terroristgrupp som stjäl vapen från ett militärlager och utpressar San Francisco på $ 2 000 000. Det blir återigen upp till inspektör Harry Callahan att stoppa terroristerna. Den här gången får han också en partner han inte hade räknat med, nämligen en kvinna.

## Rollista (i urval)
- Clint Eastwood - "Dirty" Harry Callahan
- Tyne Daly - Kate Moore
- Harry Guardino - Bressler
- Bradford Dillman - McKay
- John Mitchum - DiGiorgio
- DeVeren Bookwalter - Bobby Maxwell
- John Crawford - "The Mayor"
- Samantha Doane - Wanda